# Geweldloze communicatie
Geweldloze communicatie (GC), verbindende communicatie (VC) of Nonviolent Communication (NVC) is een wijze van communiceren ontwikkeld door Marshall Rosenberg die empathie als rode draad ziet om in verbinding met elkaar en jezelf te komen en te zijn. Rosenberg werd onder andere geïnspireerd door Carl Rogers en Manfred Max-Neef, en door vredesdenkers als Mahatma Gandhi en Martin Luther King.

## Definitie
Geweldloze communicatie heeft de intentie tot verbinding en reikt daarvoor een model aan met vier stappen, drie processen en een tiental achterliggende concepten. De drie processen zijn: jezelf empathisch uiten, empathisch naar de ander luisteren en zelf-empathie ("met jezelf in contact blijven"). De uitdaging ligt om in balans met jezelf en de ander de processen af te wisselen, en zo elkaar op behoefteniveau te vinden en daardoor een empathische verbinding tot stand te brengen. Dit is tegengesteld aan communicatie waarbij op strategieniveau wordt gecommuniceerd zonder eerst naar elkaars onderliggende behoeften te kijken. De concepten en het model van geweldloze communicatie ondersteunen om zo kritiekloos en met verantwoordelijkheid voor eigen gevoelens en behoeften te communiceren.

## Processen
Kort samengevat zijn er de drie processen binnen geweldloze communicatie.
1. Zelf-empathie betekent empathisch naar jezelf luisteren, ofwel zelfoordelen, zelfkritiek en andere gedachten omzetten naar achterliggende gevoelens en behoeften.
2. Empathisch luisteren is proberen gevoelens en behoeften te horen in wat de ander zegt (ook als dit oordelen, kritiekanalyses of interpretaties zijn) en deze eventueel te reflecteren, zonder te vertellen wat jij in die situatie zou doen ("sympathie"), en zonder jezelf te verliezen door dezelfde emoties als de ander te gaan voelen ("jezelf verliezen").
3. Empathisch uitdrukken betekent vertellen wat iets met jou doet of wat jij het liefst zou willen door gevoelens en behoeften te uiten, zonder dat je de ander verantwoordelijk maakt voor jouw eigen behoeften (geen "moeten").

## Model
De vier elementen van het model zijn:
1. Waarneming
2. Gevoel
3. Behoefte
4. Verzoek

### Toelichting op de elementen
Hier een korte toelichting op de vier fasen van een situatie waarin een conflict speelt, want dan 'komt het erop aan'. Het voorbeeld is: Klaas zit in de kroeg, terwijl hij zijn vriendin Karin had beloofd dat hij om etenstijd thuis zou zijn.

#### Waarneming = Feiten
Door feiten te (be)noemen schept men een gezamenlijke uitgangspositie voor het uiten van het ongenoegen. Als de ander de afspraak anders heeft beleefd of geïnterpreteerd, blijkt dat snel. Hierdoor kunnen misverstanden worden voorkomen. Belangrijk bij deze fase is dat men neutrale termen gebruikt, de feiten benoemt zoals die zich voordoen en niet oordelen uitspreekt zoals dat iemand slordig of onhandelbaar is. In dit voorbeeld spreekt Karin Klaas de volgende dag aan, zodra hij weer nuchter is en zij in een volwassen staat. Zij heeft een neutrale observatie, vrij van oordelen: "Gisteren kwam je na het eten thuis."

#### Gevoelens
Door gevoelens te benoemen maakt men duidelijk wat de feiten voor iemand betekenen. Onze gevoelens komen niet voort uit het gedrag van de ander maar uit de interpretatie die we maken over wat het gedrag van de ander betekent ("Hij vindt z'n vrienden blijkbaar belangrijker" of "Het kan hem niet schelen dat we een afspraak hebben"). Door dit onderscheid te maken tussen wat de ander doet en wat ons idee daarbij is, kan de ander ons makkelijker blijven horen. Karin zegt bijvoorbeeld:
"Ik voel me verdrietig en geïrriteerd omdat ik ervan uitging dat we samen zouden eten".

#### Behoeften
Door behoeften te uiten vertelt men waarom het belangrijk voor diegene is. Onze gevoelens zijn gelinkt aan onze (al dan niet vervulde) behoeften. Maar welke behoefte er achter een gevoel schuilgaat kan van moment tot moment en van persoon tot persoon verschillen. Als voor Karin geldt "Afspraak is afspraak" zit daar misschien een behoefte aan betrouwbaarheid, voorspelbaarheid of respect achter. Tegen Klaas kan ze dan zeggen: "Ik wil graag kunnen vertrouwen op afspraken." Of: "Ik heb het nodig om helderheid te hebben over hoe de avond verloopt." Of: "Het is voor mij belangrijk om respect te hebben voor elkaar en elkaars tijd." Als haar frustratie voortkomt uit een behoefte aan gezelschap zegt ze: "Ik wil graag samen zijn en gezelligheid."

#### Verzoek
Door het uiten van een verzoek neemt men de verantwoordelijkheid voor het vinden van een oplossing die tegemoetkomt aan jouw behoeften. Een verzoek is een positief geformuleerd voorstel. Als er geen nee op geantwoord kan worden, is het geen verzoek maar een eis. De ander kan het voorstel overnemen, (deels) afwijzen of een tegenvoorstel doen dat beter aansluit bij zijn behoeften. In dat laatste geval kan men ervoor kiezen om akkoord te gaan of om te gaan onderhandelen. Door het doen van een concreet verzoek maakt men duidelijk wat voor diegene op dat moment belangrijk is.
"Zou je, zodra je weet dat je niet op de afgesproken tijd kan komen, mij willen sms'en dat het niet doorgaat? Dan kan ik namelijk mijn eigen plan trekken zonder rekening met je te blijven houden."
Of: "Zou je, als onze afspraak niet door kan gaan, een nieuw voorstel willen doen voor tijd met elkaar? Dan weet ik dat er iets in de planning staat en kan ik me daar alvast op verheugen."
Het kan zijn dat hij de tijd is vergeten, of per ongeluk de hele afspraak niet in zijn agenda heeft gezet, dat hij pech had met zijn fiets of dat er een (nood)situatie was waardoor hij niet in staat was te laten weten dat hij later zou komen. Als Klaas hiervoor empathie ontvangt, is de kans groter dat hij Karins verzoek kan horen zonder in de verdediging te schieten. 
Het kan ook dat Klaas de afspraak anders heeft geïnterpreteerd en dat ze afspreken duidelijker te communiceren. 
In ieder geval is de basis vertrouwen en oprechtheid in dit gesprek, waarbij beiden echt de waarheid uitspreken, echt de verbinding aangaan en als twee verantwoordelijke volwassenen met elkaar spreken, zodat de vertrouwensband kan worden hersteld.

## Voordelen van deze methode
- Het geeft structuur aan een gesprek zodat men het doel ervan in het oog kan houden, ook als daarbij emoties spelen.
- Het geeft ook rust, men weet dat het mogelijk is om de eigen behoeften te combineren met behoeften van anderen en morele waarden waarop de ander aanspreekbaar is.
- Men ontdekt waar de verantwoordelijkheid begint en stopt: ieder is verantwoordelijk voor eigen interpretaties, gevoelens, behoeften en handelingen. Men neemt het heft in handen terwijl anderen de kans krijgen dit ook te doen, voor henzelf.
- Men weet dat er een kanaal is om woede of andere emoties te kanaliseren op een manier die het gesprek niet afbreekt, maar in stand houdt.
- Door respect te geven vergroot men de kans dat men ook respect terugkrijgt.
- Het verlaagt de drempel om aan te geven wat men dwarszit, zodat de uiting kan worden gegeven aan het ongenoegen. Dat is goed voor de eigen gezondheid en voor de relatie met de ander op de langere termijn.
- Het geeft men en de ander de kans om te leren hoe hij of zij het beste met elkaar en anderen om kan gaan.
- Door uit te gaan van behoeften ontdekt men dat er veel gemeengoed bestaat met de ander en die ontdekt dat zelf ook. Rosenberg zegt dat behoeften nooit strijdig zijn, alleen oplossingen kunnen dat zijn. Over behoeften hoeft men dus niet te onderhandelen en over oplossingen kan dat vaak heel goed.

## Zakelijk gebruik
Geweldloze communicatie is geschikt voor het persoonlijke leven en voor de zakelijke omgeving. Ook bij schriftelijke communicatie, bijvoorbeeld in situaties waar weerstand van de doelgroep mag worden verwacht. Men kan op die manier helderheid geven en respect bewaren. Een bedrijf dat al meerdere malen voor stankoverlast heeft gezorgd en daardoor veel vertrouwen van omwonenden heeft verloren, kan de communicatie weer op gang brengen door feiten te melden en te laten weten dat het beseft dat de behoefte van de bewoners met gezondheid te maken heeft (frisse lucht). Een uitkeringsinstantie die een folder maakt om fraude te voorkomen en die duidelijkheid wil geven zonder dat zware dreigementen de doelgroep onnodig schrik aanjagen, kan ook met geweldloze communicatie uit de voeten.